# Адміністративний центр
Адміністрат́ивний цéнтр — населений пункт, який має законодавчо встановлені функції центру адміністративного управління щодо інших населених пунктів, розташованих на території відповідної адміністративно-територіальної одиниці (країни, області, району). Функції населеного пункту як адміністративного центру значною мірою визначають соціальну структуру та характер зайнятості його населення.
Адміністративний центр — населений пункт, в якому перебувають відповідні органи державної влади та управління певної адміністративно-територіальної одиниці (області, району тощо). В Україні з 1932 року запроваджена триступенева система адміністративно-територіального устрою (центр → область → район). Зазвичай адміністративний центр є найбільшим за кількістю населення, промислово та соціально розвиненим, він відіграє ключову роль в економічному та соціальному житті відповідної адміністративно-територіальної одиниці. Визнання населеного пункту (міста, селища, села) адміністративним центром закріплюється законодавчо. Деякі міста можуть бути адміністративними центрами декількох адміністративно-територіальних одиниць, як, наприклад, Київ, який є столицею України, а також адміністративним центром Київської області.